# Pępawa

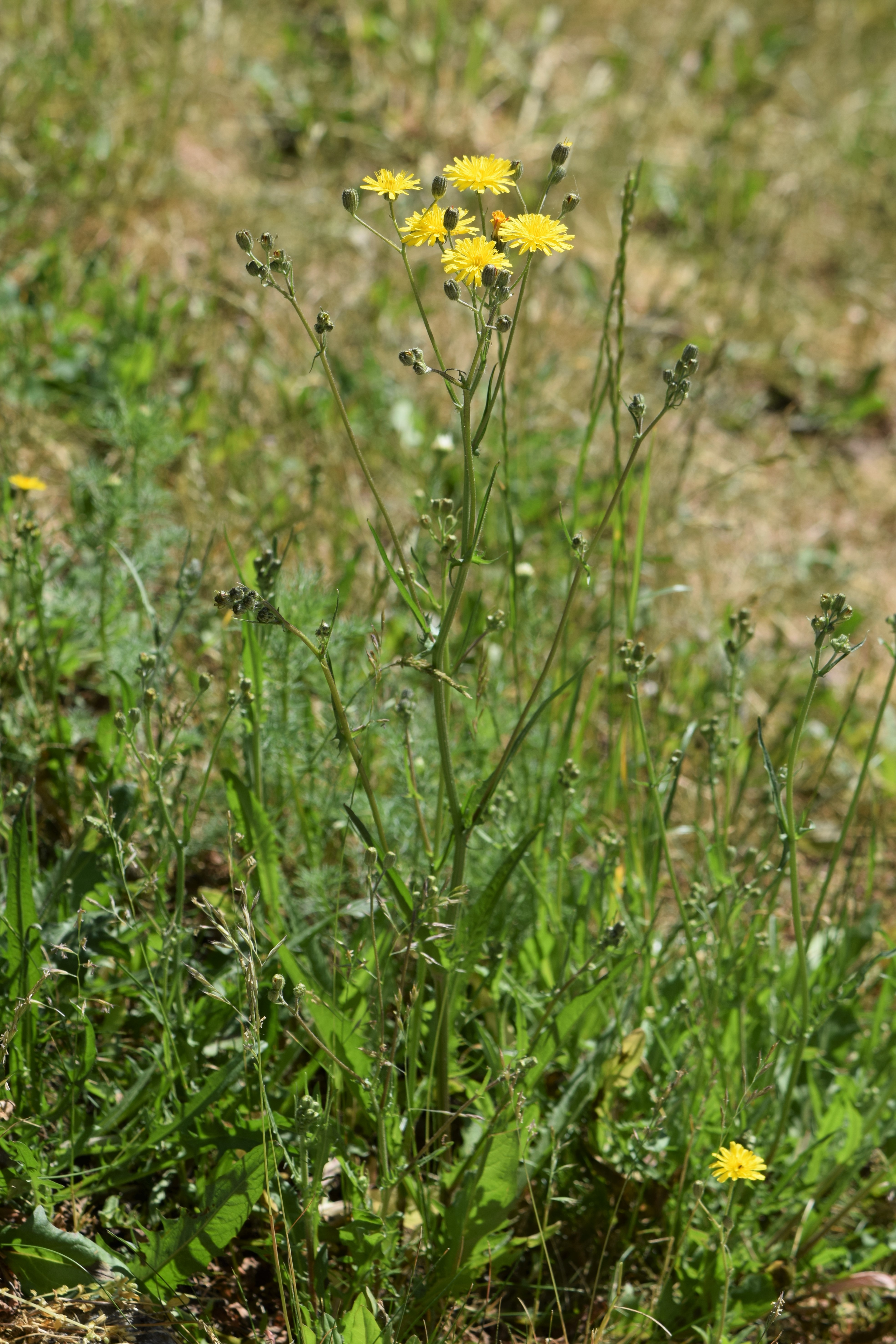
Pępawa zielona

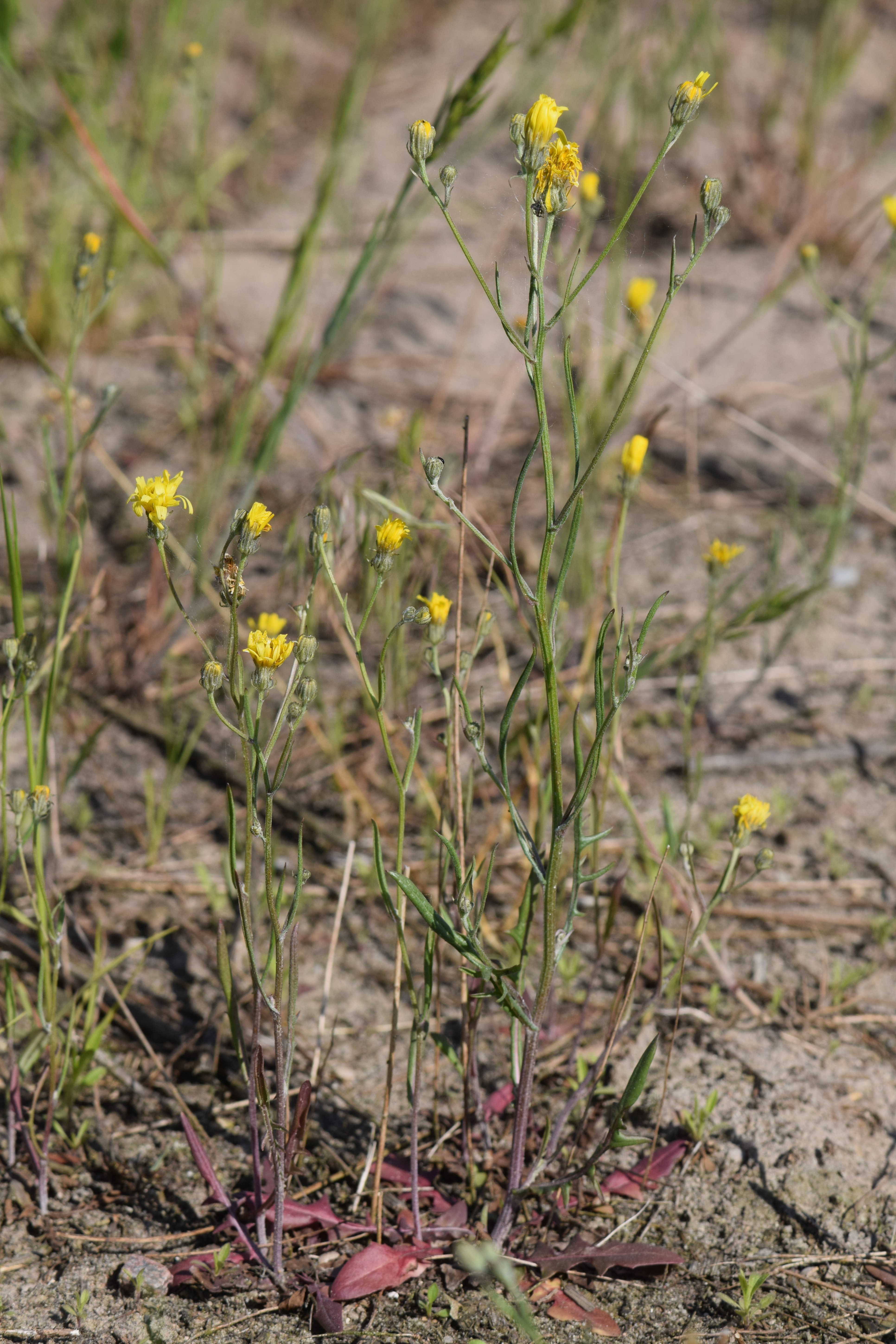
Pępawa dachowa

Pępawa (Crepis L.) – rodzaj roślin z rodziny astrowatych. Obejmuje ponad 200 gatunków. Występują one głównie w Eurazji, poza tym w Ameryce Północnej i Afryce, a jako rośliny introdukowane też na innych kontynentach. W Polsce rośnie kilkanaście gatunków, z czego 10 ma status rodzimych. Liczne gatunki są chwastami w uprawach lub uciążliwymi gatunkami inwazyjnymi, niektóre bywają uprawiane jako ozdobne (zwłaszcza pępawa czerwonokwiatowa C. rubra).

## Rozmieszczenie geograficzne

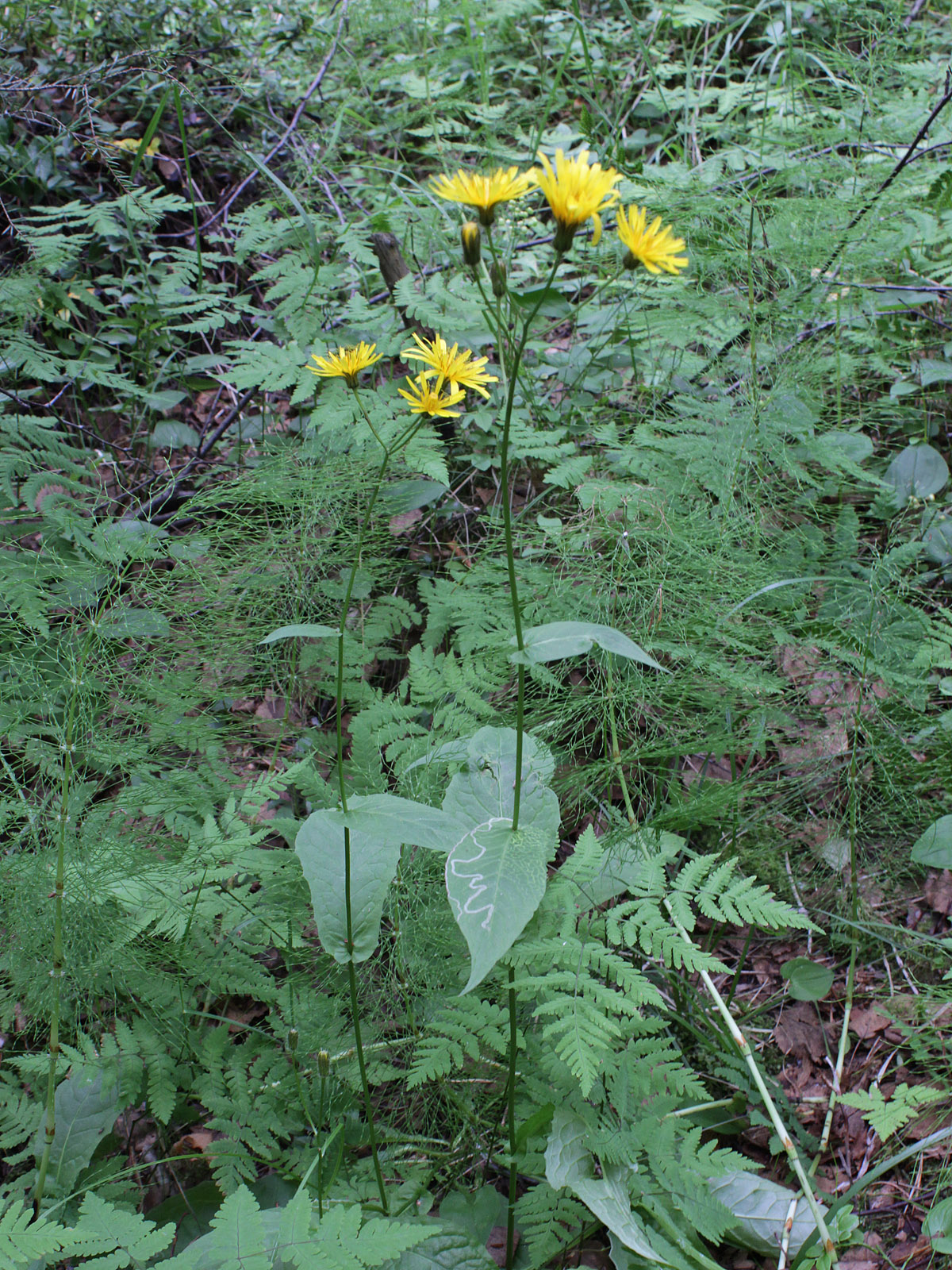
Pępawa błotna

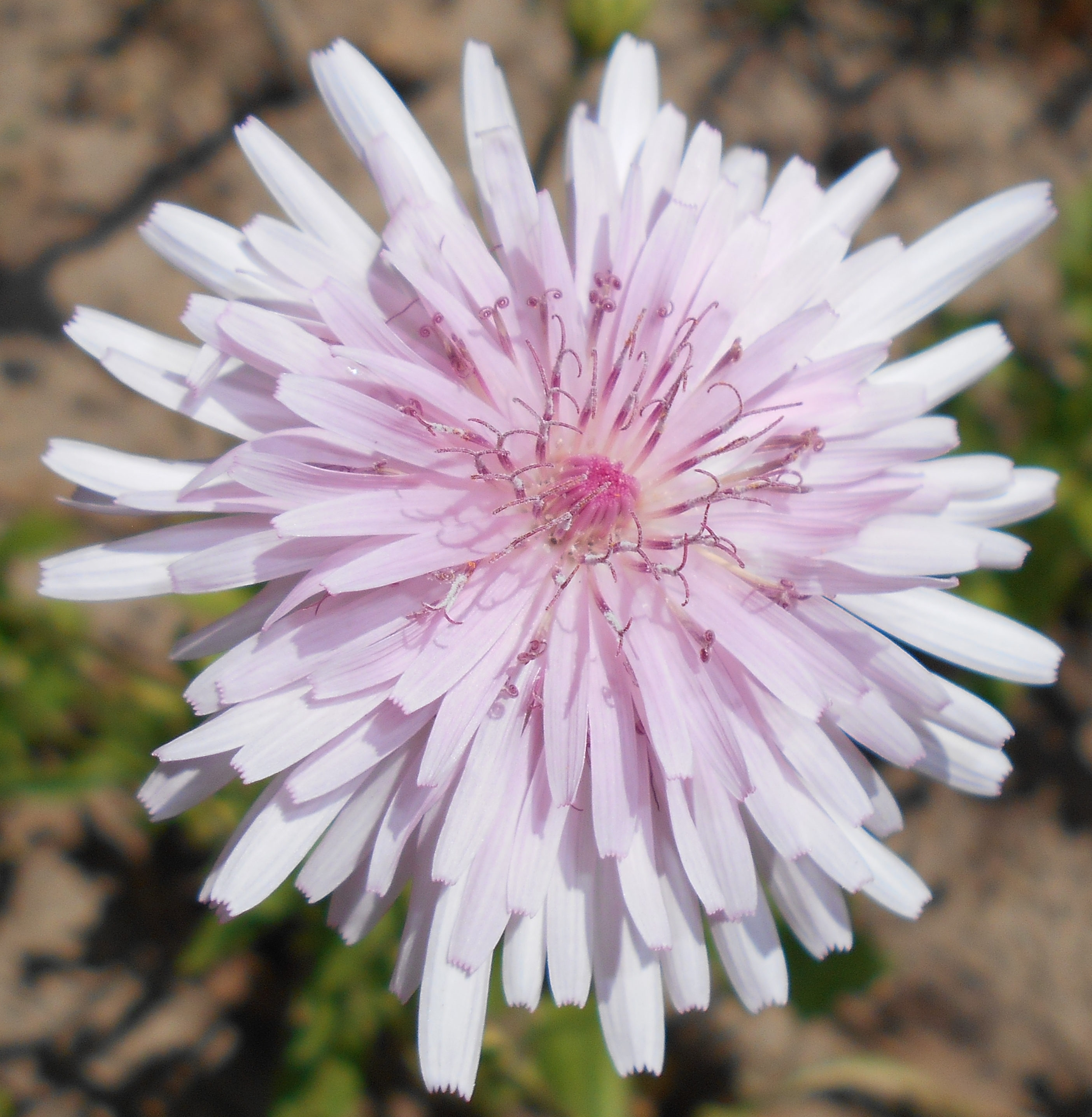
Pępawa czerwonokwiatowa

Rodzaj najbardziej zróżnicowany jest w Eurazji – tylko w Europie rośnie 70 gatunków. W Ameryce Północnej występują 24 gatunki, w Afryce 8.
W Polsce rośnie 10 gatunków rodzimych, 6 gatunków obcych przejściowo tylko dziczejących (efemerofitów) i jeden gatunek obcy, już zadomowiony (pępawa złota).
Gatunki flory Polski
- pępawa błotna Crepis paludosa L.
- pępawa cuchnąca Crepis foetida L. – efemerofit
  - pępawa cuchnąca makolistna Crepis foetida subsp. rhoeadifolia (M.Bieb.) Celak.
- pępawa dachowa Crepis tectorum L.
- pępawa dwuletnia Crepis biennis L.
- pępawa Jacquina Crepis jacquinii Tausch
- pępawa makolistna Crepis rhoeadifolia M. Bieb.
- pępawa miękka Crepis mollis (Jacq.) Asch. s.s.
  - pępawa miękka czarcikęsolistna Crepis mollis subsp. succisifolia (All.) Dostál
- pępawa nicejska Crepis nicaensis Balb. – efemerofit
- pępawa różyczkolistna Crepis praemorsa (L.) Tausch
- pępawa szczeciniasta Crepis setosa Haller f. – efemerofit
- pępawa wielkokwiatowa Crepis conyzifolia (Gouan) Dalla Torre
- pępawa zielona Crepis capillaris (L.) Wallr.
- pępawa złota Crepis aurea (L.) Cass. – antropofit zadomowiony
- pępawa zaniedbana Crepis neglecta L. – efemerofit
- pępawa święta nemezyjska Crepis sancta (L.) Babc. subsp. nemausensis (Gouan) Babc. – efemerofit
- pępawa pęcherzykowata Haenselera Crepis vesicaria L. subsp. haenseleri (Boiss. ex DC.) P.D. Sell – efemerofit

## Morfologia
PokrójByliny i rośliny jednoroczne, osiągające od kilku do 120 cm wysokości. Rośliny zwykle z korzeniem palowym, rzadziej kłączowe. Łodyga jest jedna lub jest ich więcej – do ponad 20, są nierozgałęzione lub rozgałęzione, nagie lub owłosione, często szorstko.
LiśceOdziomkowe, zwykle skupione w rozecie przyziemnej, oraz łodygowe. Odziomkowe zwykle ogonkowe. Kształt liści zróżnicowany – od równowąskiego do jajowatego, blaszka całobrzega, ząbkowana, piłkowana, klapowana, często lirowata. Wraz z wysokością liście zwykle coraz to mniejszej wielkości i mniej wcinane.
KwiatyZebrane w koszyczki, które rzadko wyrastają pojedynczo, częściej zebrane w złożone kwiatostany wiechowate lub w formie podbaldachów. Okrywa walcowata lub dzwonkowata, o średnicy od 4 do 15 mm. Tworzona jest przez listki wyrastające zwykle w dwóch rzędach, przy czym te zewnętrzne są wyraźnie krótsze od wewnętrznych, czasem jest tylko jeden rząd listków okrywy. Dno kwiatostanu płaskie lub wypukłe, zwykle nagie, rzadziej z plewinkami i włoskami. Kwiaty w koszyczkach są tylko języczkowe, w liczbie od kilkunastu do ponad 100, zwykle koloru żółtego lub pomarańczowego, rzadziej białego, różowego lub fioletowego.
OwoceNiełupki wydłużone, walcowate lub wrzecionowate, często nieco wygięte, z 10–20 żebrami, nagie lub szczecinkowate. Zwykle jednakowe, czasem zróżnicowane i wówczas wewnętrzne z dzióbkiem, a zewnętrzne spłaszczone. Puch kielichowy złożony z włosków nierozgałęzionych, miękkich i białych lub szorstkich, łamliwych i żółtawych lub szarych.

## Systematyka
Pozycja systematyczna

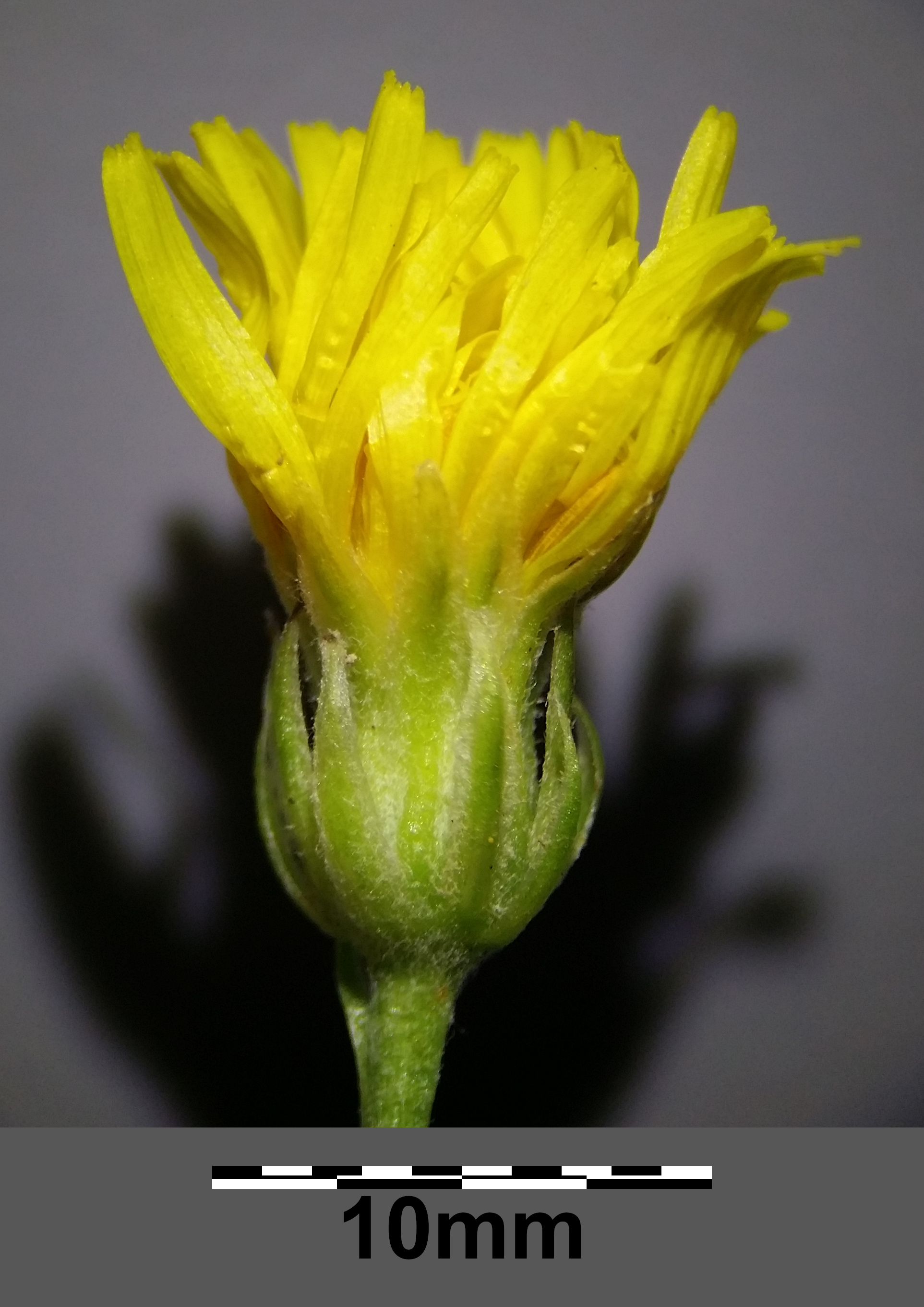
Koszyczek pępawy dwuletniej

Rodzaj z podplemienia Crepidinae, plemienia Cichorieae podrodziny Cichorioideae w obrębie rodziny astrowatych (Asteraceae). Do blisko spokrewnionych rodzajów, należących do tego samego podplemienia należą m.in. mniszek Taraxacum i łoczyga Lapsana.
Wykaz gatunków
- Crepis achyrophoroides Vatke
- Crepis aculeata Boiss.
- Crepis acuminata Nutt.
- Crepis aitchisonii Boiss.
- Crepis albescens Kuvaev & L.S.Demidova
- Crepis albida Vill.
- Crepis alfredii Bornm.
- Crepis alpestris (Jacq.) Tausch
- Crepis alpina L.
- Crepis amanica Babc.
- Crepis amplexifolia Willk.
- Crepis apula (Fiori) Babc.
- Crepis arcuata Kamari & Strid
- Crepis arenaria (Pomel) Pomel
- Crepis armena DC.
- Crepis asadbarensis Bornm. ex Rech.f.
- Crepis aspera L.
- Crepis aspromontana Brullo, Scelsi & Spamp.
- Crepis atheniensis Babc.
- Crepis athoa Boiss.
- Crepis atribarba A.Heller
- Crepis aurea (L.) Cass. – pępawa złota
- Crepis auriculifolia Sieber
- Crepis bakeri Greene
- Crepis baldaccii Halácsy
- Crepis balliana Babc.
- Crepis barbigera Leiberg
- Crepis bellidifolia Loisel.
- Crepis bermejana M.Talavera, Sánch.Casim.-Sor. & Talavera
- Crepis bertiscea Jáv.
- Crepis biennis L. – pępawa dwuletnia
- Crepis bithynica Boiss.
- Crepis bodinieri H.Lév.
- Crepis bungei Ledeb. ex DC.
- Crepis bupleurifolia Freyn & Sint.
- Crepis burejensis F.Schmidt
- Crepis bursifolia L.
- Crepis calycina (Hoffmanns. & Link) Nyman
- Crepis canariensis (Sch.Bip.) Babc. ex Jenkins
- Crepis capillaris (L.) Wallr. – pępawa zielona
- Crepis carbonaria Sch.Bip.
- Crepis caucasica C.A.Mey.
- Crepis chloroclada Collett & Hemsl.
- Crepis chondrilloides Jacq.
- Crepis chrysantha (Ledeb.) Turcz.
- Crepis ciliata K.Koch
- Crepis claryi Batt.
- Crepis clausonis (Pomel) Batt. & Trab.
- Crepis commutata (Spreng.) Greuter
- Crepis connexa Babc.
- Crepis conyzifolia (Gouan) A.Kern. – pępawa wielkokwiatowa
- Crepis coreana (Nakai) Sennikov
- Crepis coronopus Gagnep.
- Crepis crocea (Lam.) Babc.
- Crepis cytherea Kamari
- Crepis czerepanovii Tzvelev
- Crepis dachhigamensis G.Singh
- Crepis darvazica Krasch.
- Crepis demavendi Bornm.
- Crepis dianthoseris N.Kilian, Enke, Sileshi & Gemeinholzer
- Crepis dioritica Schott & Kotschy ex Boiss.
- Crepis dioscoridis L.
- Crepis divaricata F.Schultz
- Crepis ×druceana Murr
- Crepis elbrusensis Boiss.
- Crepis elongata Babc.
- Crepis elymaitica Bornm.
- Crepis erythia
- Crepis faureliana Maire
- Crepis filiformis Aiton
- Crepis foetida L. – pępawa cuchnąca
- Crepis foliosa Babc.
- Crepis fraasii Sch.Bip.
- Crepis friesii Babc.
- Crepis frigida (Boiss. & Balansa) Babc.
- Crepis froelichiana DC.
- Crepis gaubae Bornm.
- Crepis gemicii Yildirim, Bingöl & Armagan
- Crepis gmelinii (L.) Tausch
- Crepis gossweileri S.Moore
- Crepis granatensis (Willk.) Blanca & Cueto
- Crepis guioliana Babc.
- Crepis gymnopus Koidz.
- Crepis hakkarica Lamond
- Crepis heldreichiana (Kuntze) Greuter
- Crepis hellenica Kamari
- Crepis heterotricha DC.
- Crepis hieracioides Ledeb.
- Crepis hierosolymitana Boiss.
- Crepis himalaica Kitam.
- Crepis hokkaidoensis Babc.
- Crepis hookeriana Ball
- Crepis hypochoeridea Thell.
- Crepis incana Sm.
- Crepis insignis Babc.
- Crepis insularis Moris & De Not.
- Crepis intermedia A.Gray
- Crepis jacquinii Tausch – pępawa Jacquina
- Crepis juvenalis (Delile) F.W.Schultz
- Crepis karakuschensis Czerep.
- Crepis kashmirica Babc.
- Crepis khorassanica Boiss.
- Crepis koelzii Babc.
- Crepis kotschyana (Boiss.) Boiss.
- Crepis kurdica Rech.f.
- Crepis lacera Ten.
- Crepis lampsanoides (Gouan) Tausch
- Crepis leontodontoides All.
- Crepis libanotica J.Thiébaut
- Crepis libyca (Pamp.) Babc.
- Crepis lignea (Vaniot) Babc.
- Crepis litardieri Emb.
- Crepis lomonosovae Tzvelev
- Crepis lyrata (L.) Froel.
- Crepis macedonica Kitan.
- Crepis macropus Boiss. & Heldr.
- Crepis magellensis F.Conti & Uzunov
- Crepis marschallii F.Schultz
- Crepis meifenggensis S.S.Ying
- Crepis merxmuelleri Kamari & Hartvig
- Crepis micrantha Czerep.
- Crepis microtaraxaconoides P.Fourn.
- Crepis miyabei Tatew. & Kitam.
- Crepis modocensis Greene
- Crepis mollis (Jacq.) Asch. – pępawa miękka
- Crepis monrealensis Pau
- Crepis monticola Coville
- Crepis muhlisii Babc.
- Crepis multicaulis Ledeb.
- Crepis multiflora Sm.
- Crepis napifera (Franch.) Babc.
- Crepis neglecta L. – pępawa zaniedbana
- Crepis newii Oliv. & Hiern
- Crepis nicaeensis Balb. – pępawa nicejska
- Crepis nigrescens Pohle
- Crepis nigricans Viv.
- Crepis noronhaea Babc. ex Jenkins
- Crepis novoana S.Ortiz, X.Soñora & Rodr.Oubiña
- Crepis occidentalis Nutt.
- Crepis oporinoides Boiss. ex Froel.
- Crepis oreadis Schrenk
- Crepis palaestina (Boiss.) Bornm.
- Crepis paludosa (L.) Moench – pępawa błotna
- Crepis paniculas C.Presl
- Crepis pannonica (Jacq.) K.Koch
- Crepis pantocsekii (Vis.) Latzel
- Crepis papposissima Babc.
- Crepis patula Poir.
- Crepis phoenix Dunn
- Crepis pleurocarpa A.Gray
- Crepis pontana (L.) Dalla Torre
- Crepis porrifolia D.Don
- Crepis praemorsa (L.) Tausch – pępawa różyczkolistna
- Crepis pterothecoides Boiss.
- Crepis pulchra L.
- Crepis pulmonariifolia Froel.
- Crepis purpurea (Willd.) M.Bieb.
- Crepis pusilla (Sommier) Merxm.
- Crepis pygmaea L. – pępawa karłowa
- Crepis pyrenaica (L.) Greuter – pępawa niska
- Crepis quercifolia Bornm. & Gauba
- Crepis ramosissima d'Urv.
- Crepis reuteriana Boiss.
- Crepis rhaetica Hegetschw.
- Crepis rigescens Diels
- Crepis robertioides Boiss.
- Crepis rubra L. – pępawa czerwonokwiatowa
- Crepis rueppellii Sch.Bip.
- Crepis runcinata (E.James) Torr. & A.Gray
- Crepis sahendii Boiss. & Buhse
- Crepis salzmannii Babc.
- Crepis sancta (L.) Bornm. – pępawa święta
- Crepis schachtii Babc.
- Crepis schultzii Hochst. ex Oliv.
- Crepis semnanensis Heidarnia & Assadi
- Crepis senecioides Delile
- Crepis setosa Haller f. – pępawa szczeciniasta
- Crepis sibirica L. – pępawa syberyjska
- Crepis sibthorpiana Boiss. & Heldr.
- Crepis smyrnaea DC.
- Crepis sonchifolia C.A.Mey.
- Crepis sprengelii Nicotra
- Crepis stojanovii T.Georgiev
- Crepis straussii Bornm. & Bornm.
- Crepis subscaposa Collett & Hemsl.
- Crepis suffreniana Steud.
- Crepis syriaca (Bornm.) Babc. & Navashin
- Crepis tectorum L. – pępawa dachowa
- Crepis tenerrima Sch.Bip. ex Oliv.
- Crepis terglouensis A.Kern.
- Crepis thompsonii Babc.
- Crepis tianshanica C.Shih
- Crepis tingitana Ball
- Crepis triasii (Cambess.) Nyman
- Crepis trichocephala (Krasch.) V.V.Nikitin
- Crepis tungusica Egorova & Sipliv.
- Crepis turcica Degen & Bald.
- Crepis turcomanica Krasch.
- Crepis tybakiensis Vierh.
- Crepis urundica Babc.
- Crepis vesicaria L. – pępawa pęcherzykowata
- Crepis viscidula Froel.
- Crepis willdenowii Czerep.
- Crepis willemetioides Boiss.
- Crepis xylorrhiza Sch.Bip. ex Babcock
- Crepis zacintha (L.) Loisel.